# Ajon (cràter marcià)
Ajon és un cràter d'impacte del planeta Mart situat a 16° 29′ 24″ N, 103° 8′ 24″ E. L'impacte va causar una obertura de 8.4 quilòmetres de diàmetre en la superfície del quadrangle Amenthes del planeta. El nom va ser aprovat en 1988 per la Unió Astronòmica Internacional en honor de la localitat d'Ajon (Rússia).